# 安顺高新技术产业开发区
安顺高新技术产业开发区前身为黎阳高新技术工业园区，位于贵州省安顺市平坝区南侧，2001年4月经由贵州省人民政府批准成立，系贵州省第一个省级高新技术产业园区。2011年12月，安顺高新区启动国家高新区创建工作，并于2017年2月13日获得批准予以升级，核准规划面积422公顷。2017年6月23日，安顺国家高新技术产业开发区挂牌成立</ref>获得批准予以升级，核准规划面积422公顷，系贵州省第二个国家级高新区。